# Sa Majesté monsieur Dupont
Pour plus de détails, voir Fiche technique et Distribution.
Sa Majesté monsieur Dupont (Prima comunione) est un film italien d'Alessandro Blasetti sorti en 1950.

## Synopsis
Riche confiseur romain, M. Dupont est fier d'exhiber sa voiture neuve. Il rêve de la conduire avec, à ses côtés, la belle locataire du premier étage. L'occasion lui en est donnée par la nécessité d'aller chercher la robe de première communion de sa fille, qui n'est toujours pas livrée. Mais la ravissante voisine refuse cette offre. C'est donc seul que M. Dupont fonce dans les rues, attrape une contravention et arrive chez la couturière. Mais au moment de repartir, la voiture tombe en panne. Course aux taxis. Impossible d'en avoir un. Reste le trolleybus. Cris, bousculades, injures. Pour être plus libre de ses mouvements, il confie le paquet contenant la robe à un passant pour quelques instants. Mais la dispute terminée, le passant a disparu et la robe avec. Que faire ? C'est finalement la belle du premier qui offre une de ses robes de soirée pour y tailler la robe de communiante. Tout le monde s'affaire. Le cardinal doit arriver d'une minute à l'autre pour présider la cérémonie. M. Dupont tente vainement de retarder celle-ci. Grâce à l'adresse brodée par la couturière, la vraie robe est ramenée par le passant. Soulagement. Sonnent les cloches de ce jour de Pâques.

## Fiche technique
- Titre original : Prima communione
- Titre français : Sa Majesté monsieur Dupont
- Réalisation : Alessandro Blasetti
- Scénario : Cesare Zavattini, Alessandro Blasetti et Suso Cecchi D'Amico, d'après l'histoire de Cesare Zavattini ; adaptation française de Jean Ferry
- Direction artistique et costumes : Veniero Colasanti
- Décors : Ferdinando Ruffo, Sergio Baldacchini
- Images : Mario Craveri
- Montage : Mario Serandrei
- Musique : Alessandro Cicognini
- Sociétés de production : Universalia (Rome), Franco-London-Film (Paris)
- Sociétés de distribution : Sirius
- Pays :  Italie
- Langue : Italien
- Genre : Comédie
- Format : noir et blanc - 35 mm - 1:37:1 - son mono
- Durée : 85 min.
- Dates de sortie : 
  - Italie : 29 septembre 1950
  - France : 15 décembre 1950

## Distribution
- Aldo Fabrizi : M. Carloni (M. Dupont)
- Gaby Morlay : Maria Carloni (Mme Dupont)
- Ludmilla Dudarova : Signorina Ludovisi
- Lucien Baroux : l'archiprêtre
- Enrico Viarisio : le passager du trolleybus
- Jean Tissier : le médecin du taxi
- Andriana Mazzotto : la fille des Dupont
- Luciano Mondolfo : un prêtre
- Max Elloy (VF : Louis de Funès) : le photographe
- Dante Maggio :  agent
- Umberto Sacripante :  l'homme estropié au kiosque à journaux
- Lauro Gazzolo : clients qui achètent l'œuf de Pâques
- Ernesto Almirante :  l'invité principal
- Aldo Silvani :  le locataire avec les chaussures bruyantes
- Adriana Gallandt : Antonia
- Amedeo Trilli : le vigile
- Carlo Romano : le chauffeur de taxi
- Marga Cella : l'invitée avec le turban
- Amalia Pellegrini : la nonne
- Silvio Bagolini : la secrétaire
- Salvatore Costa : le mendiant
- Adele Moretti : la couturière
- Gustavo Serena
- Mario Gallina
- Gemma Bolognesi